# Jean Makoun
Jean II Makoun (født 29. maj 1983 i Yaoundé) er en camerounsk tidligere fodboldspiller, der var defensiv midtbanespiller. Han repræsenterede gennem karrieren blandt andet Lille, Lyon og Rennes i Frankrig, Aston Villa i England samt Antalyaspor i Tyrkiet.

## Landshold
Makoun opnåede 68 kampe og scorede ti mål for Camerouns landshold, som han debuterede for i 2003. Han repræsenterede sit land ved Africa Cup of Nations i både 2006, 2008 og 2010, samt ved VM i 2010 i Sydafrika og i 2014 i Brasilien.